# From
At være from er meget gammelt dansk og betyder at du er et individ, som er religiøs på en gudfrygtig og inderlig måde. Man kan være from, men man kan også vise fromhed. Man skal være oprigtig taknemmelig, hvis man bliver tilskrevet fromhed eller refereret til som "from". Før i tiden var det en norm (uskreven regel) at give penge til "fromme" individer.
Eksempler:
- Han var en from mand, der havde levet hele sit liv efter Guds bud.
- Han blev æret af landsbyen og kirken, på grund af sin meget fromme og næstekærlige livsførelse.

## Etymologi
Begrebet from stammer fra det middelnedertyske ord "vrome" som betyder 'dygtig, modig'.